# Fritz Matthies-Masuren

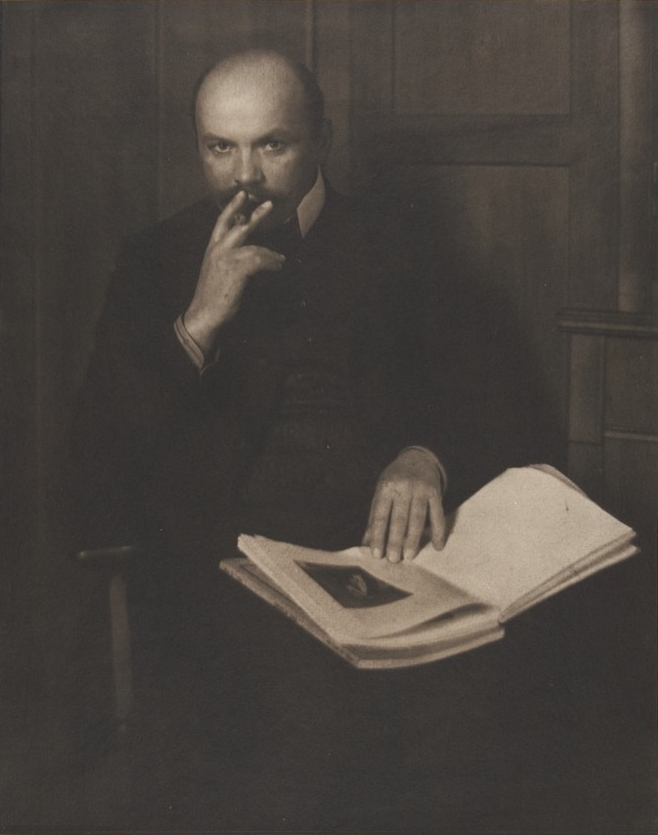
Fritz Matthies-Masuren, porträtiert von Heinrich Kühn (Platindruck, 1907)

Friedrich August Franz Matthies-Masuren (* 12. Februar 1873 in Insterburg, Ostpreußen; † 10. September 1938 in Berlin) war ein deutscher Maler, Kunstfotograf und Publizist. Als wichtiger Vertreter des Piktorialismus veröffentlichte er zahlreiche Texte in Zeitschriften und Büchern, bei denen er meist selbst die Herausgeberschaft innehatte.

## Leben und Wirken

### Weg zur Kunstfotografie
Fritz Matthies-Masuren wuchs als Sohn eines Bauinspektors bis in die 1890er Jahre in guten Verhältnissen auf, vermutlich auf einem ehemaligen Rittergut in Arensdorf (Ostpreußen), das seinen Eltern gehörte. 1894 schrieb er sich an der Großherzoglich-Badischen Akademie der bildenden Künste ein, wo er bis 1896 unter anderem unter Leopold von Kalckreuth verschiedene Künstlerklassen durchlief. Seine frühen Werke, darunter neben Kreidemalereien auch Radierungen und Lithografien, zeigen bereits eine Neigung zu Landschafts- und Porträtdarstellungen.
Ab 1896 fand Matthies-Masuren zur Fotografie. Für seine ersten Versuche, die auf der „Internationalen Ausstellung für Amateur-Photographie zu Berlin“ 1896 ausgestellt wurden, erhielt er eine Bronze-Medaille. In der Jury saßen unter anderem der Leiter der Hamburger Kunsthalle, Alfred Lichtwark und Ernst Juhl, Präsident der „Gesellschaft zur Förderung der Amateur-Photographie Hamburg“ und Herausgeber der Zeitschrift Photographische Rundschau.

### Erste Erfolge
Seine Fotografien wurden in der Folge in zahlreichen Ausstellungen für die Amateurfotografie, für die er sich besonders starkmachte, ausgestellt. Nebenbei war er mit Gemälden, Radierungen und Lithografien noch in einigen Kunstausstellungen vertreten. Matthies-Masuren wurde von der Hamburger „Gesellschaft zur Förderung der Amateur-Photographie“ zum auswärtigen Mitglied ernannt und von deren Präsidenten Juhl für seinen Beitrag zur Etablierung der Kunstfotografie gelobt. So schrieb dieser 1897 in der Photographischen Rundschau: „Matthies-Masuren mit seinen ausgezeichneten Porträts und Landschaften, die an Thoma’s Kunst, dessen Geburtshaus und -land auch wiedergegeben sind, erinnern, hat seit vorigem Jahre erhebliche Fortschritte gemacht.“

### Etablierung der Amateurfotografie
Im Oktober 1897 zog Matthies-Masuren nach München. Das Photographische Centralblatt, zuvor bei Otto Nemnich in Karlsruhe verlegt, erschien ab Oktober 1897 mit neuem Erscheinungsbild beim Verlag Georg D. W. Callwey in München. Matthies-Masuren übernahm Leitung und Bildredaktion der alle zwei Wochen erscheinenden Zeitschrift, für die nun die Vorgabe galt, „Kunstzeitschrift für Amateur- bzw. Kunstfotografie“ zu sein. Ziel war aber auch, „aus dem Berufsphotographen, dem Handlanger, einen Künstler [zu] machen.“ Diesen Anspruch teilte Matthies-Masuren unter anderem mit den Hamburgern Lichtwark und Juhl, sowie dem amerikanischen Kunstfotografen Alfred Stieglitz. Noch im selben Jahr begann er auch bereits für die „Photographischen Mitteilungen“ zu schreiben, die auch Reproduktionen seiner Fotografien veröffentlichten.

### Abwendung von der Hamburger Gesellschaft zu Gunsten Wiens
Ende 1898 wandte sich Matthies-Masuren vermehrt den Wiener Künstlern um Hans Watzek, Hugo Henneberg und Heinrich Kühn („Wiener Kleeblatt“) zu, die in der nun erstmals von ihm als Hauptverantwortlichem in München organisierten Veranstaltung mit dem Titel „I. Internationale Elite-Ausstellung künstlerischer Photographien“ stark vertreten waren. Zudem entbrannte ein Streit zwischen der „Photographischen Rundschau“ und dem von Matthies-Masuren geleiteten „Centralblatt“, in welchem er proklamierte, dass die etablierte Jahresausstellung in der Hamburger Kunsthalle vom richtigen Wege abgekommen sei, eine Meinung, die die „Rundschau“ und die Hamburger Kollegen natürlich nicht teilten. Folgerichtig wurde Matthies-Masuren 1899 die Mitgliedschaft in der Hamburger „Gesellschaft zur Förderung der Amateurphotographie“ aufgekündigt. 
 Matthies-Masuren verlor aber dennoch nicht an Gewicht. Im Gegenteil, durch die Vereinigung des „Centralblatts“ mit den „Wiener Photographischen Blättern“, die schon als Organ des weltweit bekannten „Wiener Camera-Klubs“ dienten, weitete sich dessen Verbreitungsbereich noch aus.

### Werbung für den Gummidruck und Erweiterung des Einflusses
Ab 1900 warb Matthies-Masuren besonders für den Gummidruck als einer technisch anspruchsvollen und künstlerisch wertvollen Methode der Kunstfotografie. Allein für mit diesem Verfahren hergestellte Bilder des „Wiener Kleeblatts“ veranstaltete er in Berlin eine Ausstellung und widmete ihnen später einen Prachtband im renommierten Wilhelm Knapp Verlag in Halle an der Saale. Dorthin zog das „Centralblatt“ – und somit auch dessen Herausgeber Matthies-Masuren – 1902 um. Im selben Jahr übernahm er auch die Leitung der verlagseigenen Monatszeitschrift „Das Atelier des Photographen“, die sich an Berufsfotografen richtete.
Als sich sein Konkurrent Ernst Juhl 1902 sehr positiv über kontrovers diskutierte, stark retuschierte Fotografien des Amerikaners Edward Steichen äußerte, wurde dieser nach heftigen Widerrufen mehrerer Photographenvereine gezwungen, von seinem Amt als Herausgeber der „Photographischen Rundschau“ zurückzutreten. Wiederum profitierte Matthies-Masuren, der sich in den Jahren zuvor noch gegen manuelles Retuschieren ausgesprochen hatte, von der Situation. Durch die erneute Fusion der hinzugewonnenen Zeitschrift mit dem „Centralblatt“ erweiterte sich sein Einflusskreis aufs Neue.

### Zurück zu den Wurzeln
1903, als laut Ernst Juhl die Kunstfotografie ihren Zenit bereits überschritten hatte, was sich in den Folgejahren durch eine gewisse „Ausstellungsmüdigkeit“ ausdrücken sollte, griff Matthies-Masuren die Ansätze, die Henry Peach Robinson 1869 in seinem Buch Pictorial Effect in Photography being Hints on Composition and Chiaroscuro for Photographers gegeben hatte, neu auf und formulierte in seinem eigenen Buch die Vorgaben für eine „bildmäßige Photographie“. Darin stellte er erneut den höheren Anspruch, den die künstlerische Fotografie gegenüber der gewöhnlichen haben sollte: Der Kunstfotograf habe sich – wie ein bildender Künstler – durch zusätzliche Praktiken und Techniken als „ganzer Mensch“ in seinem Werk auszudrücken.

### Niedergang der „künstlerischen Fotografie“
Matthies-Masuren veröffentlichte bis zum Ersten Weltkrieg weiter Texte in Fotografiezeitschriften und veranstaltete mehrere Ausstellungen, allerdings nur noch als Mitbeteiligter. Die ursprünglich elitäre Kunstfotografiebewegung, wie sie sich in den 1890er Jahren etablierte, verlor zusehends an Profil. 1907 veröffentlichte Matthies-Masuren bereits einen überblicksartigen Band mit dem Titel Künstlerische Photographie. Entwicklung und Einfluss in Deutschland. Die publizistische Präsenz der künstlerischen Fotografie reduzierte sich weiter, als 1912 die „Rundschau“ mit den seit 1864 existierenden „Photographischen Mitteilungen“ fusionierte. 1914 überließ Matthies-Masuren seine gesamte Sammlung an Kunstfotografien als Leihgabe der Bibliothek des Berliner Kunstgewerbe-Museums. Ein Jahr später wurde er zum Militärdienst eingezogen.

### Stagnation
Nach dem Krieg wurde in Eisenach die „Gesellschaft Deutscher Lichtbildner“ gegründet, welcher Matthies-Masuren 1922 beitrat. Im Jahr darauf heiratete er die 23 Jahre jüngere Charlotte Bartels, doch dem ehelichen Glück stand berufliche Stagnation gegenüber. Sein amerikanischer Kollege Alfred Stieglitz äußerte sich in einem Brief an Heinrich Kühn abschätzig über die von Matthies-Masuren geführte Redaktion der „Photographischen Rundschau und Mitteilungen“: „Aber es ist unglaublich wie öde u. veraltet u. tot die ‚Rundschau‘ ist trotz Deiner Aufsätze. Die Illustrationen sind bodenlos schlecht – ohne geringste Bedeutung.“

1924 kaufte der „Freundeskreis der Bibliothek des Kunstgewerbe-Museums in Berlin“ Matthies-Masuren seine Sammlung schließlich für 500 Goldmark ab und schenkte sie der Bibliothek, wo sie bis heute erhalten ist.

### NS-Propaganda und Tod
Kurz nachdem die Zeitschrift „Das Atelier des Photographen“ 1933 mit dem Titel „Gebrauchs-Photographie. Das Lichtbild im Dienst der Reportage, Werbung, Industrie, Illustration, Wissenschaft, Kunst und Technik“ noch einen neuen Anstrich bekommen hatte, wurde im Oktober desselben Jahres von der NSDAP das Schriftleitergesetz erlassen, welches unabhängige, freie Kunst wie Kritik praktisch unmöglich machte. Matthies-Masuren blieb in allen seinen Ämtern, schrieb aber schon seit Beginn der 1930er Jahre kaum mehr. Wie man einer der NS-Partei freundlich gesinnten Wahlaufforderung in der „Gebrauchs-Photographie“ 1936 entnehmen kann, fügte sich Matthies-Masuren der von Joseph Goebbels gesteuerten Propaganda. Im April 1938 gab er aus gesundheitlichen Gründen die Redaktion der „Rundschau und Mitteilungen“ ab, bevor er nach Berlin umzog, wo er am 10. September – seine Krankheit war inzwischen weit fortgeschritten – starb.

## Publikationen
Matthies-Masuren (M.-M.) veröffentlichte zahlreiche Texte in Fachzeitschriften und betreute als Schriftleiter und Bildredakteur eine wachsende Anzahl von Titeln:
- Photographisches Centralblatt (ZDB-ID 516915-X): M.-M. ist seit Januar 1898 Bildredakteur der 14-täglich bei D.W. Callwey in München erscheinenden Zeitschrift.
- Vereinigung des Photographischen Centralblatts mit den seit 1894 als Organ des Wiener Camera-Clubs erscheinenden Wiener Photographischen Blättern (ZDB-ID 530480-5). Die Fusion wird 1899 beschlossen, M.-M. bleibt leitender Bildredakteur.
- Nach dem Umzug des Photographischen Centralblatts zum Wilhelm Knapp Verlag in Halle an der Saale führt M.-M. seine Herausgebertätigkeit weiter.
- Das Atelier des Photographen (ZDB-ID 516927-6). Zeitschrift für Photographie und Reproduktionstechnik: M.-M. übernimmt ab Juli 1902 Schriftleitung und Bildredaktion der ebenfalls im Knapp Verlag erscheinenden Monatszeitschrift.
- Die Photographische Rundschau: M.-M. ist ab 1903 Bildredakteur der ebenfalls im Verlag Wilhelm Knapp erscheinenden Zeitschrift. 1904 fusionieren die beiden von M.-M. geleiteten Blätter Photographische Rundschau und Photographisches Centralblatt.
- Photographische Rundschau und Mitteilungen (ZDB-ID 516918-5). M.-M. ist ab 1912 Redakteur der Zeitschrift, die bei der Photographischen Verlagsgesellschaft m. b. H./Halle a. S. erscheint. Die Zeitschrift ist die Vereinigung von Photographischer Rundschau und Photographischem Centralblatt mit den seit 1864 in Berlin erscheinenden Photographischen Mitteilungen. Am 1. April 1938 legt M.-M. sein Amt aus gesundheitlichen Gründen nieder.[28]
- Unter dem Titel Gebrauchs-Photographie (ZDB-ID 516925-2). Das Lichtbild im Dienst der Reportage, Werbung, Industrie, Illustration, Wissenschaft, Kunst und Technik wird nach Umbenennung und Formatänderung das Atelier des Photographen fortgeführt. M.-M. hat bis zum Tod im September 1938 seine Leitung inne.[3]

Außerdem veröffentlichte Matthies-Masuren diese Bände:
- Gummidrucke von Hugo Henneberg. Wien, Heinrich Kühn – Innsbruck und Hans Watzek – Wien, Wilhelm Knapp, Halle a. S. 1902, (Digitalisat)
- Die photographische Kunst im Jahre 1902 (bis 1913). Ein Jahrbuch für künstlerische Photographie, Wilhelm Knapp, Halle a. S.
- Die Bildmässige Photographie. Wilhelm Knapp, Halle a. S. 1903. (Mehrere zum Teil geänderte Neuauflagen folgen, 1905 unter dem Titel Die bildmässige Photographie. Eine Sammlung von Kunstphotographieen mit begleitendem Text in deutscher und holländischer Ausgabe, das zudem vier im vorhergehenden Jahr bei Knapp erschienene Themenhefte enthält und 1912 zuletzt neu aufgelegt wird)
- Künstlerische Photographie. In: Richard Muther (Hrsg.): Die Kunst. Sammlung illustrierter Monographien. Band 59, 60. Marquardt & Co., Berlin 1907, S. 117 (uni-hamburg.de – Vorwort von Alfred Lichtwark).
- Das Bildnis. Ein Museum für den Porträtphotographen, vierteilige Heftreihe im Wilhelm Knapp Verlag, 1909–1911.[29]

## Ausstellungen
Matthies-Masuren versuchte nicht nur die Amateurfotografie, sondern auch die Berufsfotografie, die sich im künstlerischen Anspruch an jener ausrichten sollte, neben seiner Herausgebertätigkeit durch zahlreiche Ausstellungen zu fördern. Dabei war er oft leitender Verantwortlicher bzw. Mitverantwortlicher, oder – wie vermehrt gegen Ende seiner Laufbahn – Mitglied der Auswahlkommission. Mit seinen eigenen Fotografien war Matthies-Masuren zu Beginn auch häufig selbst vertreten, außerdem wurden auf Kunstausstellungen noch seine frühen bildnerischen Werke aus der Zeit an der Kunsthochschule in Karlsruhe gezeigt. Folgender Überblick zeigt die wichtigsten Stationen:
- 1896: „Internationale Ausstellung für Amateur-Photographie“ im Reichstagsgebäude in Berlin
- 1897: „Quatrième Année Salon de Photographie“ des Photo-Club de Paris in der Galerie des Champs Elysées in Paris; „Fünfte Jahresausstellung der Gesellschaft zur Förderung der Amateur-Photographie“ in der Kunsthalle zu Hamburg
- 1898: „I. Internationale Elite-Ausstellung künstlerischer Photographie“ in München, erstmals auch in leitender Funktion
- 1899: „Erste Wanderausstellung von künstlerischen Photographien in Deutschland und Österreich“. Sie wird von September 1899 bis Juni 1900 in 16 Städten, unter anderem in Wien, Dresden, Berlin und Salzburg gezeigt, (Digitalisat, Text von Matthies-Masuren)
- 1900 „II. Wanderausstellung von künstlerischen Photographien“. Oktober 1900 bis Juni 1901 in Karlsruhe, Wien, Breslau, Berlin, Dresden, Leipzig, Jena, Krefeld, Flensburg, Königsberg und Nürnberg, (Digitalisat).
- 1903: Kooperation der Redaktionen von Matthies-Masurens Zeitschriften mit der Wiesbadener Gesellschaft für bildende Kunst zur Veranstaltung der „Ersten Internationalen Ausstellung für künstlerische Bildnis-Photographie“ in Wiesbaden, Breslau, Krefeld, Hagen, Düsseldorf und Berlin
- 1904: Leitung der deutschen Abteilung der Weltausstellung in St. Louis, gemeinsam mit Franz Goerke, dem Direktor der Urania in Berlin; „Große Berliner Kunst-Ausstellung“; „Eerste Internationale Salon van Kunstfotografie“ in Den Haag, Mitglied der Auswahlkommission
- 1910: Arbeitskommissar für den Bereich der Amateurfotografie bei der Weltausstellung in Brüssel, gemeinsam mit Theodor Hofmeister und Eduard Weingärtner, „Große Berliner Kunst-Ausstellung“
- 1914: „Sammlung zur Geschichte und Technik der künstlerischen Photographie“, in der Bibliothek des Berliner Kunstgewerbe-Museums
- Nach dem Ersten Weltkrieg noch mehrmalige Beteiligung bei Ausstellungen als Mitglied der Gesellschaft Deutscher Lichtbildner

u. a. m.

## Zitate
„Mit wie anderen Augen, anderen Gefühlen steht der Amateur vor Natur und Kunst, wenn er verstehen gelernt hat, dass die gewöhnliche Photographie doch nur eine geistreiche Erfindung ist, dass es eben nicht möglich ist, ohne Anspannung aller Kräfte, des ganzen Menschen, die Grösse, den Reichtum, das Leben der Natur darzustellen, dass ein paar Striche eines Künstlers (nicht ‚Malers‘) mehr ausdrücken, als die scheinbar fertigen Kopieen [sic!] eines noch so guten Negatives.“

„Auch nicht eine Spur von Unfreiheit ist in den übrigen Bildnissen vorhanden. Diese im einseitigen Licht eines Malerateliers aufgenommenen Köpfe können als Vorbild viel Gutes stiften.“

„Er ist der Erste, der mit Bewusstsein hier nach ganz neuen Zielen strebte, zunächst natürlich mit allem dem Drum und Dran der heutigen Bildnisphotographie brach, der Atelierbeleuchtung, den gemalten Hintergründen, dem Kopfhalter, der nivellirenden [sic!] Retouche. Aber es ist bei ihm nicht nur das Negative, sondern auch wirklich eine starke Begabung, die uns wenigstens bei jeder seiner Photographieen [sic!] glauben lässt, wir könnten aus ihr die Art des Dargestellten herauserkennen. Er hat das (wohl auch durch seine malerische Ausbildung vervollkommnete) Talent, eine charakteristische Stellung herauszufinden und das, was er geben will, in der Weise in den Raum einzuordnen, dass wir zum mindesten über seine künstlerische Absicht, wie er die Persönlichkeit aufgefasst haben will, nie im Unklaren sein können.“

„Der Kunst ist ein grosser Dienst erwiesen worden. In unserer Zeit des absoluten Chaos der Meinungen und Bestrebungen auf dem Gebiet der Kunst – in unserem Fall der Malerei – tönt dieses Werk wie die Fanfare einer ‚Zukunftsmusik‘ hinein.“

„It was delightful to see with what feeling, taste and judgment the hanging of the Secession and of the Viennese collections had been accomplished, and how effectively each picture stood out by itself, at the same time harmonizing with the remainder of its group. All this was due to Herr F. Matthies-Masuren, who had personally hung these two groups.“

## Schriften
- Hamburger Ausstellung, in: Photographisches Centralblatt Nr. 19, 1898.
- Die bildmässige Photographie. Wilhelm Knapp, Halle a. S. 1905,
  - Bd. 1, (Digitalisat, schlechte Qualität)
  - Bd. 2, (Digitalisat, schlechte Qualität)